# Edith Hipkins
Pour les articles homonymes, voir Hipkins.
Edith Hipkins (1854-1945) est une portraitiste britannique qui exposait régulièrement à l'Académie royale entre 1883 et 1911.

## Biographie
Hipkins était la fille de Jane Souter (née Black) et du musicologue Alfred James Hipkins. Dans les années 1890, elle a peint deux tableaux qui sont maintenant conservés dans les collections nationales. L'un des deux tableaux se trouve dans la collection du Royal College of Music , et l'autre, un portrait de son père, dans la National Portrait Gallery à Londres. Elle expose à la Royal Academy of Arts, en 1883, 1884, 1897 et 1898.
En 1937, elle a publié un livre intitulé Comment Chopin jouait... basé sur les carnets de son défunt père,.